# Musca punctata
Musca punctata är en tvåvingeart som först beskrevs av Nikolaus Poda von Neuhaus 1761.  Musca punctata ingår i släktet Musca, ordningen tvåvingar, klassen egentliga insekter, fylumet leddjur och riket djur.
Artens utbredningsområde är Österrike. Inga underarter finns listade i Catalogue of Life.